# Петар Мијовић
Петар Мијовић (Бар, 23. фебруар 1982) црногорски је кошаркашки тренер.

## Каријера
Током 2017. године је почео да ради као тренер екипе Будућности до 19 година, док у следећој сезони постаје члан стручног штаба првог тима.
Дана 24. априла 2019. године Будућност је споразумно раскинула уговор са Јасмином Репешом, те је Мијовић постављен за привременог тренера првог тима Будућности. Остао је на тој функцији до краја сезоне и освојио је титулу шампиона Црне Горе.
Дана 20. јуна 2019. главни тренер Будућности постао је Слободан Суботић, а Мијовић је остао члан стручног штаба као његов помоћник. Већ 19. октобра исте године Будућност је раскинула уговор са Слободаном Суботићем, а Мијовић је постао тренер првог тима, то је био други пут да као главни тренер води тим Будућности.
У јуну 2020. године, Будућност и Петар Мијовић продужили су уговор за сезону 2020/21. Мијовић је 21. јануара 2021. поднео оставку на место тренера Будућности.
Почетком јуна 2021. је постављен за тренера Шлонска из Вроцлава. Након четири месеца и девет дана, Мијовић се растао са пољским клубом. Шлонск је на почетку сезоне 2020/21. изгубио пет од седам утакмица у домаћем шампионату, па је уговор раскинут заједничким договором тренера и управе.
Мијовић је у априлу 2023. по трећи пут постао тренер Будућности. Тада је преузео екипу од Владе Јовановића и водио је до титуле у црногорском шампионату. Будућност је с њим на клупи претходно елиминисана од Црвене звезде у полуфиналу АБА лиге. Почео је и сезону 2023/24. у Будућности али је поднео оставку 9. новембра 2023. након пораза од Ариса у Еврокупу.